# Дріянський Єгор Едуардович
Єгор Едуардович Дріянський (*5 травня 1812, с. Кошари, Конотопський район, Сумська область — †10 січня 1873, Москва) — український російськомовний письменник.

## Біографія
Народився у козацькому селі Кошари колишньої Голінської сотні Прилуцького полку (нині Сумської області). У 1829—1831 роках навчався в Ніжинській гімназії вищих наук. Український побут, в якому виріс майбутній письменник, потяг до «малоросійської» творчості Миколи Гоголя стали визначальними у його творчості. Щоправда, всю літературну кар'єру Дріянський робив поза Україною — переважно у Москві. Там же вийшов його перший твір з українського побуту — повість «Одарка Квочка» (1850, журнал «Московитянин»). Ця публікація відкрила для нього двері однойменного гуртка, який гуртувався коло особи драматурга Олександра Островського. З 1850 року Дріянського та Островського пов'язувала щира дружба, хоча останній не раз нарікав на складність українського характеру Дріянського.
Фактично на замовлення Островського Дріянський написав п'єсу з провінційного життя «Комедія в комедії» (1855). Її схвально оцінила критика, відзначивши достовірність етнографічного матеріалу і природність характерів.
Дріянський намагався працювати у різних жанрах. Він автор повістей «Квартет» (1858), «Амазонка» (1860), детектив «Ізумруд Сердоліковим» (1863), автобіографічна повість «Цукерка» (1863), роман «Туз» (1867), в якому розповідається про життя міського купецтва, мисливська повість «Записки шелкотравчатого» (1857).
Критики наполягають: Дріянському притаманні самобутність і творча самостійність. Так, у комедії «Бог не видасть, свиня не з'їсть» (1872) автор у в українському бароковому стилі критикує підступність і захланність людської природи. На жаль, зануреність у московське літературне середовище не дало змоги автору піднятися над ідеями «загальноросійськості» його роботи і попрацювати у царині питомо української літератури. Однак характер, образи та стилістика творчості автора вповні виказують українське коріння, яке дають право критикам вміщувати його в курс української літератури XIX століття.
Помер у крайній бідності 10 січня 1873 р. Перед його смертю про Дріянського клопотався Олександр Отсровський перед своїм рідним братом — міністром Російської імперії:
| «Милый Миша, — писал А. Н. Островский брату в декабре 1872, — Егор Эдуардович Дриянский при последнем издыхании: нужда, сырые квартиры сломили его железное здоровье и довели до лютой чахотки. В темном углу, за Пресней, без куска хлеба, без копейки денег умирает автор „Одарки Квочки“, „Квартета“, „Туза“, „Паныча“, „Конфетки“ и пр., таких произведений, которые во всякой, даже богатой литературе были бы на виду, а у нас прошли незамеченными и не доставили творцу-художнику ничего, кроме горя. Теперь уж поздно бранить его за непрактичность, за хохлацкое упрямство, за неуменье показать товар лицом; теперь надо помочь ему. Сделай милость, напиши кому-нибудь из членов Литературного фонда, чтобы поспешили помощью несчастному Дриянскому (формальности на этот раз можно и обойти)…» |
Похований у Москві за сприяння давнього друга-росіянина Олександра Островського.